# Giáp Ngọc Thoan
Giáp Ngọc Thoan (ur. 1997) – wietnamski zapaśnik walczący w stylu klasycznym. Złoty medalista mistrzostw Azji Południowo-Wschodniej w 2022 roku.